# Hidden Primary
Hidden Primary ist eine spezielle Konstellation von Name-Servern des Domain Name Systems im Internet.
Als Hidden Primary (versteckter, primärer Name-Server) bezeichnet man einen DNS-Server, der als Quelle für autoritative Zonen-Daten dient, jedoch nicht als Name-Server für DNS-Anfragen veröffentlicht wird. Die Zonen-Daten werden stattdessen von öffentlich erreichbaren DNS-Servern mit einem Zonentransfer übernommen.
Diese Konstellation kann sinnvoll sein, wenn die Internetanbindung des primären DNS-Servers schmalbandig oder unzuverlässig ist bzw. kein DNS-Datenverkehr auf der Leitung erwünscht ist. Zusätzlich lässt sich die Administration von Zonendateien delegieren.
Hidden-Primary-DNS-Server werden nicht im WHOIS aufgelistet.

## Einrichtung
Der DNS-Server mit den autoritativen Zonen-Daten ist im SOA-Record vermerkt. Bei der Registrierung oder bei Umzug einer Domäne müssen nach RFC 1912 mindestens zwei Name-Server angegeben werden, die Anfragen für diese Zone (Domäne) beantworten. Die Informationen zur Registrierung einer Domäne wird durch das zuständige NIC (z. B. DENIC) im WHOIS vermerkt. Dort wird u. a. eingetragen, welche Name-Server die Zone für diese Domäne bereithalten. In den Name-Server-Resource-Records (NS RRs) dürfen folglich nur die Name-Server aus der Domänenregistrierung vermerkt werden, nicht jedoch ein Hidden-Primary-Name-Server.

## Vorteile
Die Administration der DNS-Zone wird vom Provider (Internetdienstanbieter) zum Eigentümer der Domäne oder eines IT-Dienstleisters delegiert. Dieser kann eigenverantwortlich die Einträge für die Zone anpassen, ohne ein Webportal oder eine Hotline des Providers nutzen zu müssen.

## Nachteile
Jede DNS-Zone ist mit einer Gültigkeitsdauer (TTL) versehen, nach dieser die Zone im DNS verfällt. Sollte aus einem technischen oder anderen Grund die Zone nicht durch die Name-Server des Providers transferiert oder abgefragt werden können, wird die gesamte Zone automatisch aus dem DNS entfernt und steht für Abfragen nicht mehr zur Verfügung.
Der TTL-Wert für eine Zone ist im SOA-Record vermerkt und beträgt standardmäßig sieben Tage. Da die Verwaltung der DNS-Zone beim Betreiber des Hidden-Primary-DNS-Servers liegt, hat dieser sicherzustellen, dass die Name-Server des Anbieters immer Zugriff auf den Hidden-Primary-DNS-Server haben und die Zone transferieren dürfen. Sollte ein Problem auftreten, wird die Zone aus dem globalen DNS entfernt, ohne dass u. U. jemand Notiz davon nimmt.
Der Betreiber des Hidden-Primary-DNS-Servers sollte die regelmäßige Abfrage der Zone kontrollieren. Der Hidden-Primary-DNS-Server stellt somit einen Single Point of Failure dar.

## Beispiel

### WHOIS-Eintrag
```
$ whois cd-jena.de
..
Domain: cd-jena.de
Nserver: ns01.versatel.de
Nserver: ns02.versatel.de
Nserver: ns03.versatel.de
Status: connect
Changed: 2013-03-11T08:38:40+01:00
..

```

### DNS-Konfiguration
BIND-Konfigurationsbeispiel:

Datei /etc/named.conf
```
zone "cd-jena.de" in {
        type master;
        allow-transfer { "versatel-nameservers"; };
        file "primary/cd-jena.de.zone";
};
```

Datei /var/named/primary/cd-jena.de.zone
```
@       IN      SOA     lech.cd-jena.de. hostmaster.cd-jena.de. ( 2013031800 28800 7200 604800 3600 )

                NS      ns01.versatel.de.
                NS      ns02.versatel.de.
                NS      ns03.versatel.de.

```

### DNS-Abfrage
```
$ host -t soa cd-jena.de
cd-jena.de has SOA record lech.cd-jena.de. hostmaster.cd-jena.de. 2013031800 28800 7200 604800 3600

$ host -t ns cd-jena.de
cd-jena.de name server ns01.versatel.de.
cd-jena.de name server ns03.versatel.de.
cd-jena.de name server ns02.versatel.de.

```